# Гора (Великоустюгский район)
Гора — деревня в Великоустюгском районе Вологодской области.
Входит в состав Верхнешарденгского сельского поселения, с точки зрения административно-территориального деления — в Верхнешарденгский сельсовет.
Расстояние по автодороге до районного центра Великого Устюга — 50,5 км, до центра муниципального образования Верхней Шарденьги — 7,5 км. Ближайшие населённые пункты — Касьянка, Подволочье, Выставка.
По переписи 2002 года население — 6 человек.